# Alilo
El grupo funcional alilo es un grupo alqueno con la fórmula CH2=CH-CH2-. Está compuesto por un grupo vinilo CH2=CH-, enlazado a un grupo metileno -CH2-. Por ejemplo el alcohol alílico que tiene la estructura CH2=CH-CH2-OH. Los compuestos que contienen un grupo alilo muchas veces son llamados compuestos alílicos. El nombre se deriva del nombre científico del ajo, Allium sativum. En 1844, Theodor Wertheim aisló un derivado alílico del aceite de ajo y lo llamó "Schwefelallyl".
El lugar del carbono saturado donde este grupo se enlaza (por ejemplo, con un -OH) es llamado posición alílica o sitio alílico.

## Nomenclatura
El sitio adyacente al átomo de carbono insaturado se denomina posición alílica o sitio alílico. Un grupo adjunto a este sitio a veces se describe como alílico. Así, CH2=CHCH2OH "tiene un grupo hidroxilo alílico". Los enlaces C-H alílicos son aproximadamente un 15% más débiles que los enlaces C-H en los centros de carbono sp3 ordinarios y, por lo tanto, son más reactivos. Esta mayor reactividad tiene muchas consecuencias prácticas. La producción industrial de acrilonitrilo por amoxidación de propeno aprovecha la fácil oxidación de los centros C−H alílicos:
2CH3−CH=CH2 + 2NH3 + 3O2 → 2CH2=CH−C≡N + 6H2O
Las grasas no saturadas se echan a perder por el enranciamiento que implica un ataque a los centros C−H alílicos.
Los compuestos bencílicos y alílicos están relacionados en términos de estructura, fuerza de enlace y reactividad. Otras reacciones que tienden a ocurrir con los compuestos alílicos son las oxidaciones alílicas, la reacción de Alder-eno y la reacción Tsuji–Trost. Los grupos bencílicos están relacionados con los grupos alilo; ambos muestran una mayor reactividad.

### Pentadienilo
Se dice que un grupo CH2 conectado a dos grupos vinilo es doblemente alílico. La energía de disociación de enlace de los enlaces C-H en un centro doblemente alílico es aproximadamente un 10% menor que la energía de disociación de enlace de un enlace C-H alílico. Los enlaces C-H debilitados reflejan la alta estabilidad de los radicales pentadienilo resultantes. Compuestos que contienen los enlaces C=C−CH2−C=C, como los derivados del ácido linoleico, son propensos a la autooxidación, lo que puede conducir a la polimerización o formar semisólidos. Este patrón de reactividad es fundamental para el comportamiento de formación de películas de los aceites secantes, que son componentes de las pinturas al óleo y los barnices.

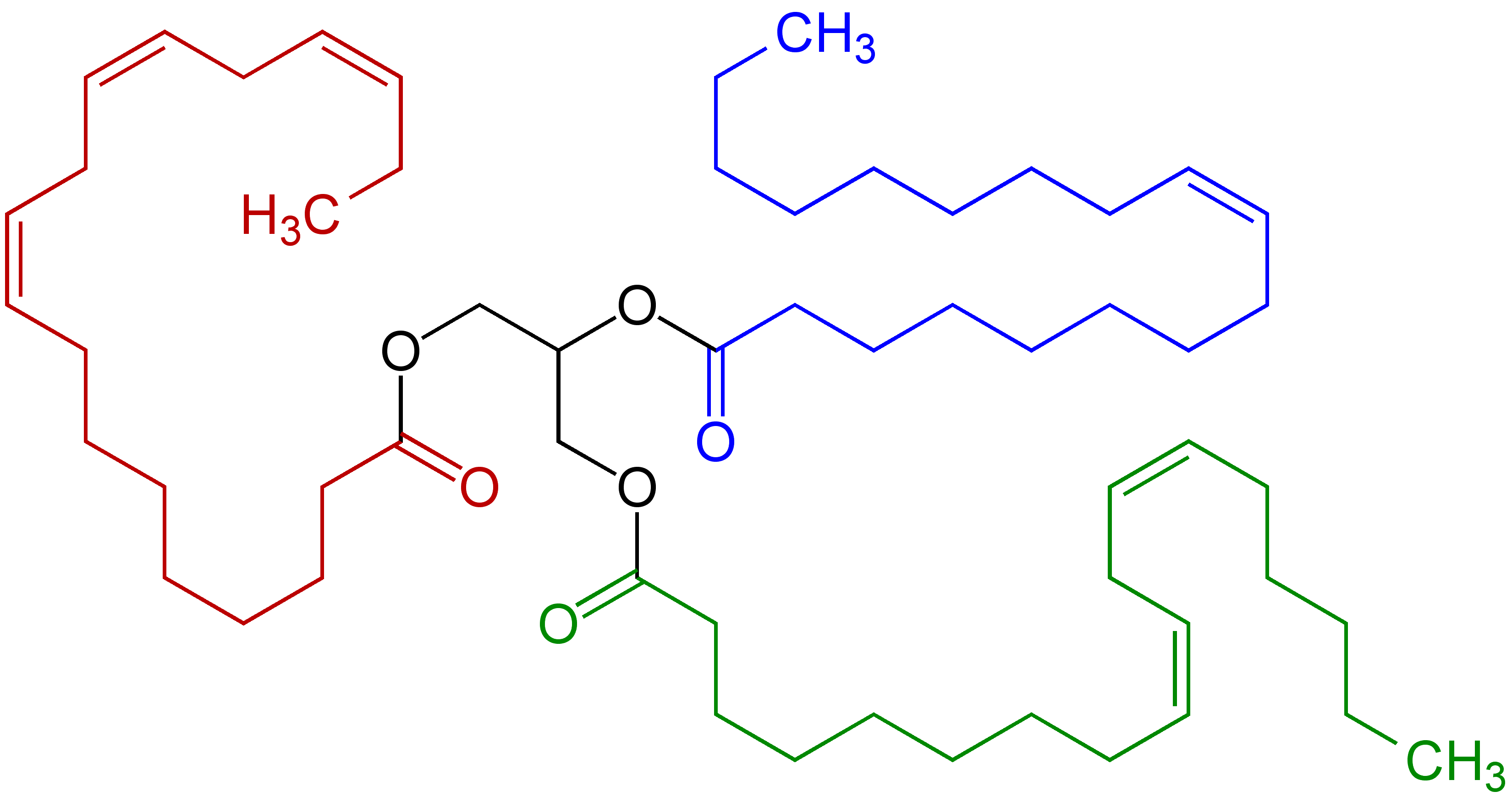
Triglicérido que se encuentra en la linaza. Presenta grupos con sitios doblemente alílicos CH_{2} (ácido linoleico y ácido alfa-linoleico) un sitio alílico simple (ácido oleico)

### Homoalílico

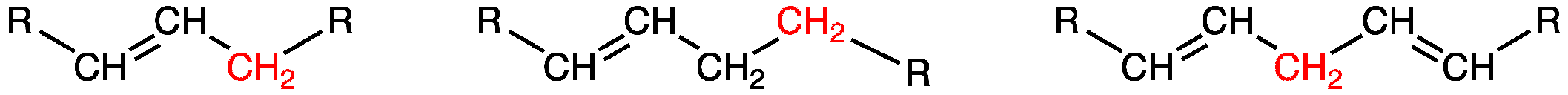
Los sitios alílicos, homoalílicos y doblemente alílicos están resaltados en rojo.

El término homoalílico se refiere a la posición en un esqueleto de carbono junto a una posición alílica. En el cloruro de but-3-enilo CH2=CHCH2CH2Cl, el cloruro es homoalílico porque está unido al sitio homoalílico.

## Enlaces
El grupo alilo se encuentra ampliamente en química orgánica. Los radicales, carbaniones y carbocationes alílicos a menudo se encuentran como intermedios de reacción en las reacciones químicas. Todos cuentan con tres centros de carbono con hibridación sp2 contiguos y una alta estabilidad por resonancia. Cada especie puede presentarse mediante dos estructuras de resonancia con la carga o el electrón desapareado distribuido en ambas posiciones 1,3.

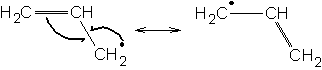
Resonancia del radical alilo.

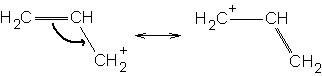
Resonancia del catión alilo.

Resonancia del anión alilo.

En términos de la teoría MO, el diagrama MO tiene tres orbitales moleculares: el primero enlazante, el segundo no enlazante y el orbital de mayor energía es antienlazante.:

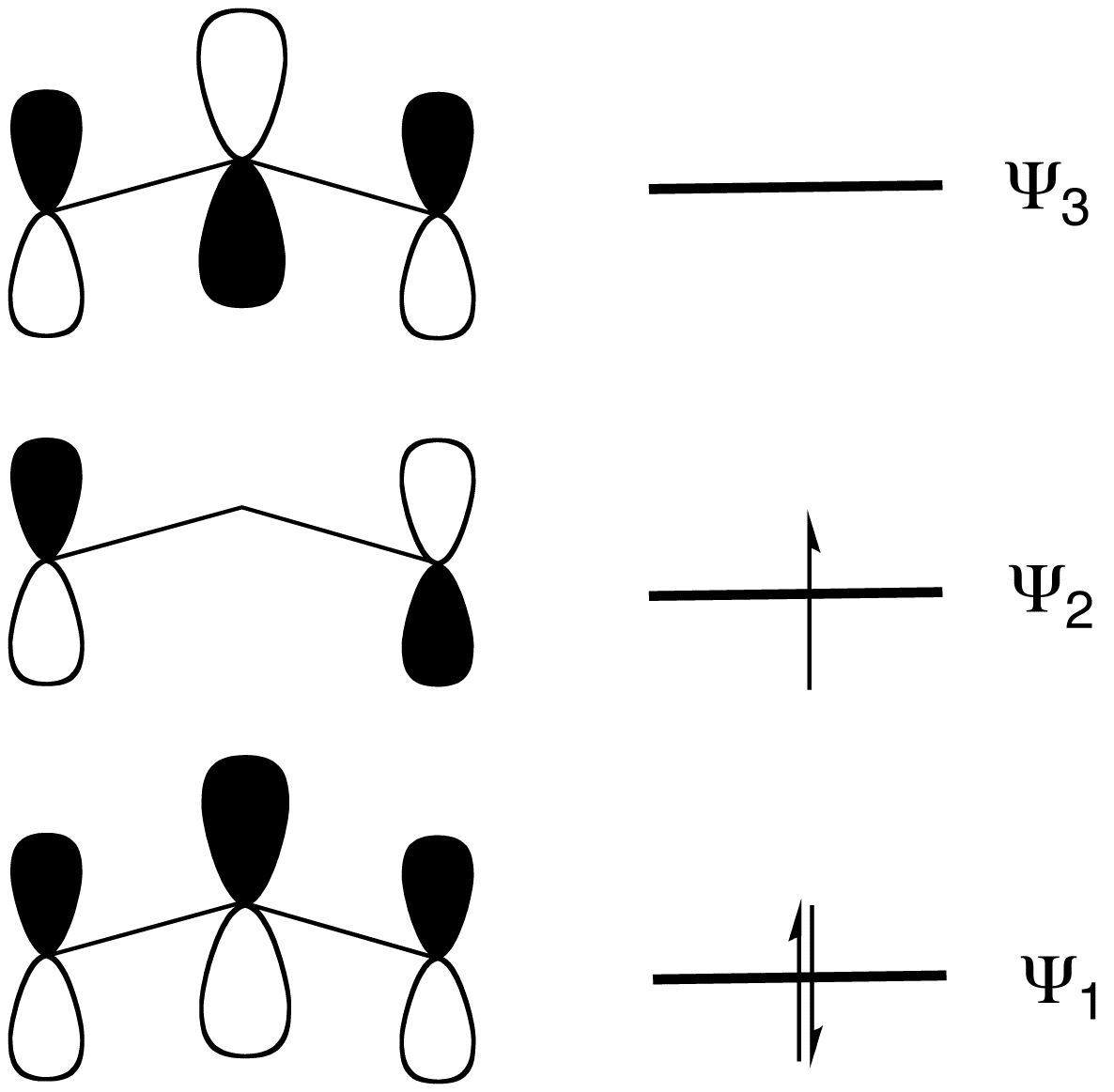
Diagrama MO para orbitales π en el radical alilo. El MO intermedio, marcado como Ψ_{2}, está ocupado individualmente en el radical alilo. En el catión alilo Ψ_{2} está desocupado y en el anión alilo está doblemente ocupado. Los átomos de hidrógeno se omiten en esta imagen.